# Kompost
Kompost je rastlinska snov, ki se razgradi in reciklira kot gnojilo. Je ključna sestavina v ekološkem kmetijstvu. Najbolj bistven je proces kompostiranja, ki zahteva preprosto kopičenje odpadkov na prostem, ti se razkrajajo leto ali več. Sodobno, metodično kompostiranje pomeni, pozorno spremljanje procesa z izmerjenimi vložki vode, zraka, ogljika in z dušikom bogatih materialov. Proces razgradnje je podprt z razgradnjo rastlinske snovi, dodajanjem vode in zagotavljanjem ustreznega prezračevanja, ter z rednim obračanjem mešanice. Črvi in glivice še pospešujejo razpad materiala. Aerobne bakterije upravljajo kemični proces s pretvorbo vložkov v toploto, oglikovega dioksida in amonijaka. Amonijak se čisti naprej z bakterijo, ki je v rastlini. Kompost je bogat s hranili. Uporablja se v vrtovih, v vrtnarstvu in kmetijstvu. Kompost  koristi  zemljišču na več različnih načinov, tudi, kot sredstvo za izboljšanje tal, kot gnojilo ter kot naravni pesticid za tla. V ekosistemih je kompost uporaben za zaščito pred erozijo, pridobivanje zemljišč, gradnje na mokriščih in kot pokrivno odlagališče.

## Zgodovina
Kompostiranje sega že v čas zgodnjih Rimljanov, saj ga je v svojih spisih omenjal že Plinij. Tradicionalno kompostiranje je bil kup organskih snovi, ki so stale približno leto, oziroma do naslednje setvene sezone, ko bi bil kompost pripravljen za uporabo. Glavna prednost te metode je, da je potrebno malo delovnega napora in časa v zmernih podnebjih. Slabost tradicionalnega kompostiranja pa je v tem, da zavzame prostor za vsaj leto dni, da se nekatere hranilne sestavine izpirajo zaradi izpostavljenosti padavinam, boleznim, ki jih proizvajajo mikroorganizmi, plevel in seme plevela ter žuželke pa ni mogoče ustrezno nadzorovati.
Kompostiranje se je nekoliko posodobilo v začetku leta 1920 v Evropi, kot orodje za ekološko kmetovanje. Prva industrijska enota, za preoblikovanje urbanih organskih odpadkov v kompost, je bila ustanovljena v Welsu v Avstriji leta 1921. Kompostiranje pa se je uvozilo tudi v Ameriko z različnimi privrženci zgodnjih evropskih gibanj.
Obstaja pa veliko sodobnih zagovornikov hitrega kompostiranja, ki poiskušajo popraviti nekatere od opaznih težav povezanih s tradicionalnim počasnim kompostiranjem. Mnogi zagovarjajo stališče, da je lahko kompost narejen v 2-3 tednih. Veliko takšnih kratkih procesov vključuje spremembe glede na tradicionalni način z manjšimi, bolj homogeniziranimi kosi, nadzor ogljika in dušika v razmerju 30:1, s spremljanjem ravni vlažnosti. Ker pa ni nekega bistvenega napredka iz tradicionalnega na sodobni način kompostiranja so mnogi znanstveniki skeptični, saj mora narava narediti svoje. Prav tako opozarjajo na dejstvo, da  struktura naravne molekule, kot so ogljikovi hidrati, beljakovine in celuloza same narekujejo hitrost.
V mestih kot sta San Francisco in Seattle oblasti zahtevajo, da se hrano in vrtne odpadke soritira za kompostiranje.

## Sestavine
Kompostiranje zahteva štiri enako pomembne stvari za učinkovitost:
- ogljik za - energijo; mikrobna oksidacija ogljika proizvaja toploto,
  - Visoko ogljikovi materiali so rjave barve in suhi.

- dušik, da raste in se razmnožuje več organizmov, za oksidacijo ogljika.
  - Materiali z visoko vsebnostjo dušika so po navadi zeleni ( ali pisani, kot so sadje in zelenjava) in mokri.[6]

- kisik -  za oksidacijo ogljika, proces razgradnje

- voda - v pravi količini vzdržuje proces brez povzročanja anaerobnih pogojev

Pravilno razmerje teh materialov ustvari koristne bakterije, ki segrejejo kup. V tem procesu se sprosti veliko vode, kisik se hitro izčrpa, kar pojasnjuje, da je potrebno aktivno upravljati kup. Bolj topel kot je ta kup, bolj pomembno je, da se dodaja zrak in vodo. Razmerje zrak - voda, je pomembno za ohranitev visoke temperature, dokler  material razpada. Hkrati pa preveč zraka ali vode tudi upočasnjuje proces, kot tudi preveč ogljika ali premalo dušika.
Najbolj učinkovito kompostiranje je z razmerjem ogljik-dušik v razmerju 30:1. Skoraj vse rastline in živalski odpadki vsebujejo tako ogljik kot dušik, vendar se razmerja zelo razlikujejo. Sveže pokošena trava ima povprečno razmerje 15:1, suho jesensko listje pa približno 50:1, odvisno od vrste. Z mešanjem enakih delov po volumnu se približamo idealnemu razmerju ogljika proti dušiku. Z opazovanjem količin in upoštevanjem različnih materialov lahko hitro dosežemo učinkovito tehniko za posamezne situacije.

## Urin
Ljudje izločamo veliko več nekaterih vodotopnih rastlinskih hranil (dušik,fosfor,kalij) v urinu kot v blatu. Človeški urin se lahko neposredno uporabi kot gnojilo ali pa se ga da na kompost. Dodajanje urina zdrave osebe običajno poveča temperaturo kompostu in s tem poveča zmožnost za uničevanje patogenih in nezaželenih semen. Za razliko od iztrebkov, urin ne privlači bolezni, širjenja muh in ni primerno mesto za najbolj odpornih patogenov, kot so parazitski črvi. Urin po navadi ne smrdi dolgo, še posebej, ko je svež. Urin je primarno sestavljen iz vode in sečnine. Kljub temu pa ne bi bilo preveč dobro, če bi gnojili samo z urinom, ker ustvarja preveč amonijaka za rastline.

## Mikroorganizmi
S primerno mešanico vode, kisika, ogljika in dušika mikroorganizmi lahko razgrajujejo organske snovi za proizvodnjo komposta. Postopek kompostiranja je odvisen od mikroorganizmov, obstaja jih več vrst, najpomembnejši pa so:
- bakterije, ki so najštevilčnejša vrsta mikroorganizmov

- aktinomicet, je potreben za razgrajevanje papirnih izdelkov, kot so časopis, lubje, itd.

- glive-plesni in kvasovke, ki pomagajo razgraditi materiale, ki jih same bakterije ne morejo, predvsem lignin v olesenelih materialih

- praživali, ki pomagajo bakterijam, glivam

- kotačniki, ki imajo nadzor nad populacijo bakterij in malih praživali

Poleg tega pa so tu še deževniki, ki poleg tega, da zaužijejo delno kompostiran material, skrbijo še za prezračevanje komposta in odtekanje vode.
Pomanjkanje zdrave mikroorganske skupnosti je glavni razlog, da so procesi kompostiranja v odlagališčih počasni, to pomanjkanje pa je lahko pomanjkanje kisika, hranil, vode...

## Uporaba
Kompost se načeloma priporoča kot dodatek k zemlji. Zagotavlja bogat rastni substrat ali porozne vpojne snovi, ki zadržujejo vlago in tople minerale, ki zagotavljajo podporo in hranila, v katerem lahko rastline uspevajo, čeprav se redko uporablja samostojno in je v večini primerov pomešan z zemljo, peskom, lubjem,itd. Na splošno neposredno sajenje v komopst ne priporočamo, zaradi hitrosti rasti, ter morebitne prisotnosti phytotoxina, ki lahko zavira kalitev in možnostjo vezave dušika z ligninom. Najpogostejša je 20 - 30% mešanica komposta, ki se uporabljamo za presajanje rastlin.

## Uničenje povzročiteljev bolezni,semen ali nezaželenih rastlin
Kompostiranje lahko uničijo povzročitelji bolezni ali nezeželena semena. Nezaželenih živih rastlin (ali plevela) se lahko znebimo, tako, da kompost pokrijemo s folijo.